# August Friedrich von Schleswig-Holstein-Gottorf

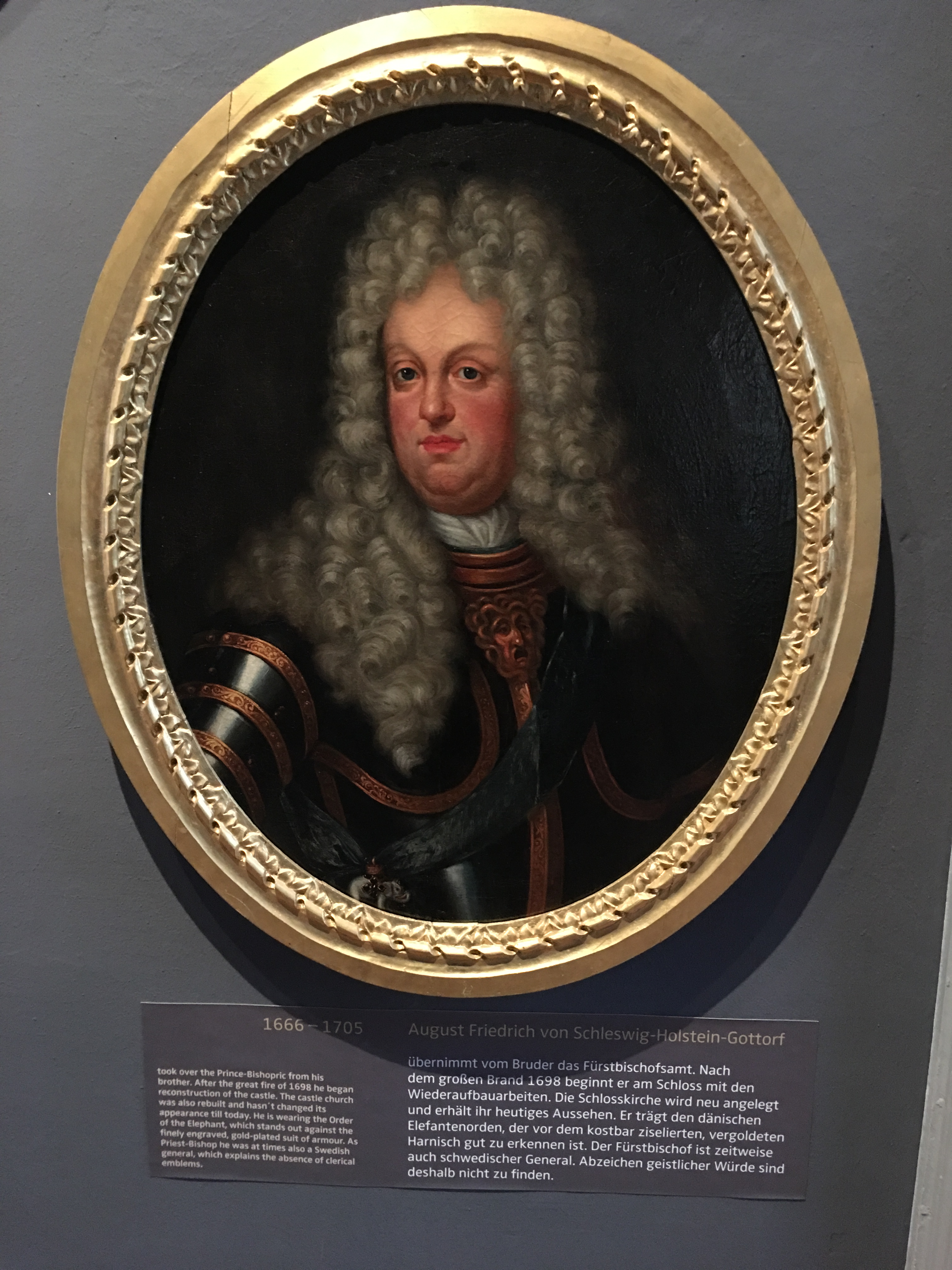
August Friedrich von Schleswig-Holstein-Gottorf

August Friedrich (* 6. Mai 1646 in Schleswig; † 2. Oktober 1705 in Eutin) war Prinz von Holstein-Gottorf und Fürstbischof des Hochstifts Lübeck.

## Leben
August Friedrich war das dreizehnte Kind und der siebte Sohn von Herzog Friedrich III. Da alle seine älteren Brüder bis auf Christian Albrecht jung starben, rückte August Friedrich in die Sekundogenitur auf und wurde 1656 Koadjutor seines Bruders mit dem Recht der Nachfolge als Fürstbischof von Lübeck. 1666 trat er dieses Amt an, das er bis zu seinem Tode 1705 innehatte.
Von 1684 bis zum Altonaer Vertrag 1689 waren August Friedrichs Hochstift und die schleswig-holsteinischen Besitzungen seines Bruders Christian Albrecht von dänischen Truppen besetzt.
August Friedrich heiratete 1676 in Halle Christine (* 1658; † 1698), Tochter des Herzogs August von Sachsen-Weißenfels.
Das von dem flämischen Bildhauer Thomas Quellinus gestaltete barocke Grabmal der beiden befindet sich in der Marientidenkapelle im Lübecker Dom.
Er war Mitglied der Fruchtbringenden Gesellschaft mit dem Gesellschaftsnamen „der Auserwählte“.

## Auszeichnungen
- Elefanten-Orden (24. Oktober 1667)[1]